# Lagslåttjärnen (Anundsjö socken, Ångermanland)
Lagslåttjärnen är en sjö i Örnsköldsviks kommun i Ångermanland och ingår i Gideälvens huvudavrinningsområde.